# Sollevamento pesi ai XVI Giochi panamericani
Il sollevamento pesi ai XVI Giochi panamericani si è svolto al Foro de Halterofilia di Guadalajara, in Messico, dal 23 al 27 ottobre 2011. I podi totali furono 15, otto a livello maschile e sette a livello femminile. Prima nel medagliere è risultata Cuba con quattro medaglie tutte d'oro; nazioni più medagliate sono state la Colombia e il Venezuela con 11 e 10 metalli totali rispettivamente.

## Calendario
Tutti gli orari secondo il Central Standard Time (UTC-6).
| Giorno    | Data           | Inizio | Fine  | Evento                           | Fase   |
| --------- | -------------- | ------ | ----- | -------------------------------- | ------ |
| Giorno 10 | Dom 23 ottobre | 12:00  | 18:00 | 56/62 kg uomini, 48 kg donne     | Finale |
| Giorno 11 | Lun 24 ottobre | 12:00  | 18:00 | 69 kg uomini, 53/58 kg donne     | Finale |
| Giorno 12 | Mar 25 ottobre | 12:00  | 18:00 | 77/85 kg uomini, 63 kg donne     | Finale |
| Giorno 13 | Mer 26 ottobre | 12:00  | 18:00 | 94 kg uomini, 69/75 kg donne     | Finale |
| Giorno 14 | Gio 27 ottobre | 12:00  | 18:00 | 105/+105 kg uomini, +75 kg donne | Finale |

## Risultati

### Uomini
| Evento  | Oro               | Argento        | Bronzo           |
| 56 kg   | Sergio Álvarez    | Sergio Rada    | José Montes      |
| 62 kg   | Óscar Figueroa    | Jesús López    | Diego Salazar    |
| 69 kg   | Israel Rubio      | Junior Sánchez | Doyler Sánchez   |
| 77 kg   | Iván Cambar       | Ricardo Flores | Chad Vaughn      |
| 85 kg   | Yoelmis Hernández | Carlos Andica  | Kendrick Farris  |
| 94 kg   | Javier Venega     | Herbys Márquez | Eduardo Gudamud  |
| 105 kg  | Jorge Arroyo      | Julio Luna     | Donald Shankle   |
| +105 kg | Fernando Reis     | Yoel Morales   | George Kobaladze |

### Donne
| Evento | Oro                 | Argento           | Bronzo            |
| 48 kg  | Lely Burgos         | Betsi Rivas       | Katherine Mercado |
| 53 kg  | Yuderquis Contreras | Inmara Henríquez  | Francia Peñuñuri  |
| 58 kg  | Alexandra Escobar   | Jackelina Heredia | Lina Rivas        |
| 63 kg  | Christine Girard    | Nisida Palomeque  | Luz Acosta-Valdez |
| 69 kg  | Mercedes Pérez      | Cynthia Domínguez | Aremi Fuentes     |
| 75 kg  | Ubaldina Valoyes    | María Valdés      | María Álvarez     |
| +75 kg | Olivia Nieve        | Yaniuska Espinoza | Tania Mascorro    |

## Medagliere
| Posizione | Nazione         | Oro | Argento | Bronzo | Totale |
| --------- | --------------- | --- | ------- | ------ | ------ |
| 1         | Cuba            | 4   | 0       | 0      | 4      |
| 2         | Colombia        | 3   | 4       | 4      | 11     |
| 3         | Ecuador         | 3   | 1       | 1      | 5      |
| 4         | Venezuela       | 1   | 8       | 1      | 10     |
| 5         | Canada          | 1   | 0       | 1      | 2      |
| 6         | Brasile         | 1   | 0       | 0      | 1      |
| 6         | Rep. Dominicana | 1   | 0       | 0      | 1      |
| 6         | Porto Rico      | 1   | 0       | 0      | 1      |
| 9         | Messico         | 0   | 1       | 5      | 6      |
| 10        | Cile            | 0   | 1       | 0      | 1      |
| 11        | Stati Uniti     | 0   | 0       | 2      | 2      |
| Totale    | Totale          | 15  | 15      | 15     | 45     |